# Champ-du-Boult
Champ-du-Boult és un municipi francès situat al departament de Calvados i a la regió de Normandia. L'any 2007 tenia 376 habitants.

## Demografia

### Població
El 2007 la població de fet de Champ-du-Boult era de 376 persones. Hi havia 171 famílies de les quals 50 eren unipersonals (27 homes vivint sols i 23 dones vivint soles), 74 parelles sense fills, 43 parelles amb fills i 4 famílies monoparentals amb fills.
La població ha evolucionat segons el següent gràfic:
Habitants censats

### Habitatges
El 2007 hi havia 268 habitatges, 171 eren l'habitatge principal de la família, 65 eren segones residències i 32 estaven desocupats. 263 eren cases i 3 eren apartaments. Dels 171 habitatges principals, 133 estaven ocupats pels seus propietaris, 36 estaven llogats i ocupats pels llogaters i 3 estaven cedits a títol gratuït; 4 tenien una cambra, 11 en tenien dues, 31 en tenien tres, 55 en tenien quatre i 71 en tenien cinc o més. 148 habitatges disposaven pel capbaix d'una plaça de pàrquing. A 86 habitatges hi havia un automòbil i a 65 n'hi havia dos o més.

### Piràmide de població
La piràmide de població per edats i sexe el 2009 era:
| Homes | Edats   | Dones |
| ----- | ------- | ----- |
| 0     | 95 o +  | 0     |
| 0     | 90 a 94 | 4     |
| 4     | 85 a 89 | 8     |
| 4     | 80 a 84 | 8     |
| 8     | 75 a 79 | 8     |
| 12    | 70 a 74 | 20    |
| 8     | 65 a 69 | 24    |
| 20    | 60 a 64 | 4     |
| 8     | 55 a 59 | 16    |
| 24    | 50 a 54 | 12    |
| 8     | 45 a 49 | 24    |
| 28    | 40 a 44 | 16    |
| 12    | 35 a 39 | 12    |
| 16    | 30 a 34 | 8     |
| 8     | 25 a 29 | 12    |
| 4     | 20 a 24 | 8     |
| 16    | 15 a 19 | 16    |
| 16    | 10 a 14 | 12    |
| 20    | 5 a 9   | 12    |
| 16    | 0 a 4   | 16    |

## Economia
El 2007 la població en edat de treballar era de 234 persones, 151 eren actives i 83 eren inactives. De les 151 persones actives 131 estaven ocupades (76 homes i 55 dones) i 21 estaven aturades (13 homes i 8 dones). De les 83 persones inactives 39 estaven jubilades, 17 estaven estudiant i 27 estaven classificades com a «altres inactius».

### Ingressos
El 2009 a Champ-du-Boult hi havia 170 unitats fiscals que integraven 380,5 persones, la mediana anual d'ingressos fiscals per persona era de 14.325 €.

### Activitats econòmiques
Dels 9 establiments que hi havia el 2007, 1 era d'una empresa extractiva, 3 d'empreses alimentàries, 2 d'empreses de construcció, 1 d'una empresa de comerç i reparació d'automòbils, 1 d'una empresa d'hostatgeria i restauració i 1 d'una empresa de serveis.
Dels 2 establiments de servei als particulars que hi havia el 2009, 1 era un guixaire pintor i 1 fusteria.
Els 3 establiments comercials que hi havia el 2009 eren fleques.
L'any 2000 a Champ-du-Boult hi havia 33 explotacions agrícoles que ocupaven un total de 588 hectàrees.

## Equipaments sanitaris i escolars
El 2009 hi havia una escola elemental integrada dins d'un grup escolar amb les comunes properes formant una escola dispersa.

## Poblacions més properes
El següent diagrama mostra les poblacions més properes.